# Estonia en el Festival de la Canción de Eurovisión 2016
Estonia participó en la 61° edición del Festival de la Canción de Eurovisión, celebrado en Estocolmo, Suecia en mayo del 2016, tras la victoria de Måns Zelmerlöw, con la canción "Heroes". El proceso de selección fue el habitual Eesti Laul, que celebró su 8° edición entre el 13 de febrero y el 5 de marzo de 2016. Jüri Pootsmann fue seleccionado ganador con el tema "Play", compuesto por Stig Rästa, Fred Krieger y Vallo Kikas.
Tras rondar entre lugares discretos en las casas de apuestas, aunque con cierta probabilidad de alcanzar la Gran Final, Estonia finalmente quedaría eliminada en la primera semifinal, celebrada el 10 de mayo de 2016, al obtener solamente 24 puntos y el 18° y último lugar. Este se convertiría en el peor resultado en la historia de la nación báltica desde su debut en 1994.

## Historia de Estonia en el Festival
Estonia debutó en el festival de 1994, tras su fallido intento un año antes; totalizando 21 participaciones previas. El país ha ganado una vez el concurso, en 2001 con Tanel Padar, Dave Benton y el grupo 2XL con la canción "Everybody". Desde la introducción de las semifinales en 2004, el país no logró clasificarse durante 5 concursos seguidos. A partir de la introducción del nuevo formato de selección, ha logrado 5 clasificaciones a la final, incluyendo 3 dentro de los 10 mejores. 
En 2015, el dúo compuesto por Elina Born y Stig Rästa lograrían firmar el 7° puesto con 105 puntos con el tema "Goodbye to Yesterday".

## Representante para Eurovisión

### Eesti Laul 2016
El Eesti Laul 2016 fue la octava edición de la final nacional estonia para seleccionar a su representante en el Festival de Eurovisión. La competición consistió en 2 semifinales celebradas los días 13 y 20 de febrero de 2016, cada una con 10 canciones, y cribando a la mitad de ellas, mientras que el resto se clasificó para la final del 5 de marzo. Los resultados durante las semifinales fueron determinados por una ponderación del 50/50 entre un jurado profesional y el televoto y sms. La canción ganadora fue seleccionada en la gran final por medio de dos rondas. La primera, seleccionó las tres mejores canciones por medio de una votación 50/50 entre un jurado profesional y el televoto, mientras que en la super final se determinaba al ganador con una votación del televoto al 100%.
Las tres galas fueron emitidas por la ERR así como de manera en línea por medio del portal oficial de internet del canal err.ee. La final también fue transmitida por radio, con comentarios de Erik Morna, Margus Kamlat y Helle Rudi y por el portar oficial del Festival de Eurovisión. 

#### Candidaturas
| Artista                      | Canción (Traducción)                              | Compositor(es)                                                                                 |
| ---------------------------- | ------------------------------------------------- | ---------------------------------------------------------------------------------------------- |
| Anett Kulbin                 | "Strong" (Fuerte)                                 | Anett Kulbin, Joonas Mattias Sarapuu                                                           |
| Cartoon ft. Kristel Aaslaid  | "Immortality" (Inmortalidad)                      | Ago Teppand, Hugo Martin Maasikas, Joosep Järvesaar, Kerli Kõiv, Iiris Vesik, Kristel Aaslaid  |
| Gertu Pabbo                  | "Miljon Korda" (Un millón de veces)               | Lii Schmidt, Priit Pajusaar, Maian Kärmas                                                      |
| Go Away Bird                 | "Sally"                                           | Stanislav Bulganin                                                                             |
| Grete Paia                   | "Stories Untold" (Historias sin contar)           | Sven Lõhmus                                                                                    |
| I Wear* Experiment           | "Patience" (Paciencia)                            | Hando Jaksi, Mikk Simson, Johanna Eenmaa                                                       |
| Indrek Ventmann              | "Hispaania Tüdruk" (Chica española)               | Allan Kasuk                                                                                    |
| Jüri Pootsmann               | "Play" (Reproducir)                               | Fred Krieger, Stig Rästa, Vallo Kikas                                                          |
| Kati Laev ft. Noorkuu        | "Kaugel Sinust" (Lejos de ti)                     | Urmas Kõiv, Anneli Kõiv                                                                        |
| Kéa                          | "Lonely Boy" (Chico solitario)                    | Egert Milder, Robert Stanley Montes, Ian Karell                                                |
| La La Ladies                 | "Unikaalne" (Único)                               | Tatjana Mihhailova, Mihkel Mattisen, Timo Vendt, Inga Tislar                                   |
| Laura                        | "Supersonic" (Supersónico)                        | Sven Lõhmus                                                                                    |
| Meisterjaan                  | "Parmupillihullus" (La locura del arpa del judío) | Jaan Tätte Juunior                                                                             |
| Mick Pedaja                  | "Seis" (Estar)                                    | Mick Pedaja                                                                                    |
| Põhja-Tallinn & Jaagup Kreem | "Ei Ole Mul Olla" (No tengo que ser)              | Jaanus Saks, Kristjan Soomre, Mark Eric Kammiste, Hannes Agur Vellend, Herlend-Kaspar Raudkivi |
| Púr Múdd                     | "Meet Halfway" (Encontrarse en el medio)          | Oliver Rõõmus, Joonas Alvre                                                                    |
| The Jingles                  | "Love a Little Bit" (Amar un poco)                | Jonathan Flack, Hain Hoppe, Rauno Vaher, Tanel Liiberg                                         |
| Windy Beach                  | "Salty Wounds" (Heridas saladas)                  | Priit Uustulnd, Tuuli Rand, Mari Tamm                                                          |
| Würffel                      | "I'm Facing North" (Mirando hacia el norte)       | Kaspar Kalluste, Rosanna Lints                                                                 |
| Zebra Island                 | "How Many Times" (Cuántas veces)                  | Rasmus Lill, Helina Risti                                                                      |

#### Semifinal 1
La primera semifinal se emitió el 13 de febrero de 2016, presentada por Henry y Maris Kõrvits. Las actuaciones fueron previamente grabadas en los estudios de la ERR el 5 de febrero, mientras que la parte de los resultados, se emitió en vivo desde el Estonia Theatre en Tallin. 10 canciones compitieron por 5 pases a la final, con una votación determinada en una combinación de un 50% para un jurado profesional y 50% para el televoto. El panel del jurado profesional estuvo conformado por Owe Petersell, Luisa Värk, Mihkel Raud, Sten Teppan, Ivo Kiviorg, Reet Linna, Ruslan PX, Epp Kõiv, Janar Ala, Maarja Merivoo-Parro y Sven Grünberg.
| N.º | Artista                     | Canción             | Jurado | Televoto | Televoto | Lugar | Puntos |
| --- | --------------------------- | ------------------- | ------ | -------- | -------- | ----- | ------ |
| 1   | The Jingles                 | "Love a Little Bit" | 1      | 545      | 2        | 10    | 3      |
| 2   | Würffel                     | "I'm Facing North"  | 10     | 415      | 1        | 6     | 11     |
| 3   | Mick Pedaja                 | "Seis"              | 12     | 1 822    | 6        | 2     | 18     |
| 4   | Indrek Ventmann             | "Hispaania Tüdruk"  | 3      | 1 967    | 7        | 7     | 10     |
| 5   | Cartoon ft. Kristel Aaslaid | "Immortality"       | 8      | 3 171    | 8        | 3     | 16     |
| 6   | Kéa                         | "Lonely Boy"        | 6      | 721      | 5        | 5     | 11     |
| 7   | Kati Laev & Noorkuu         | "Kaugel Sinust"     | 2      | 3 214    | 10       | 4     | 12     |
| 8   | Zebra Island                | "How Many Times"    | 5      | 643      | 4        | 8     | 9      |
| 9   | Laura                       | "Supersonic"        | 7      | 3 781    | 12       | 1     | 19     |
| 10  | Windy Beach                 | "Salty Wounds"      | 4      | 643      | 3        | 9     | 7      |

#### Semifinal 2
La primera semifinal se emitió el 20 de febrero de 2016, presentada por Henry y Maris Kõrvits. Las actuaciones fueron previamente grabadas en los estudios de la ERR el 7 de febrero, mientras que la parte de los resultados, se emitió en vivo desde el Estonia Theatre en Tallin. 10 canciones compitieron por 5 pases a la final, con una votación determinada en una combinación de un 50% para un jurado profesional y 50% para el televoto. El panel del jurado profesional estuvo conformado por Owe Petersell, Luisa Värk, Mihkel Raud, Sten Teppan, Ivo Kiviorg, Reet Linna, Ruslan PX, Epp Kõiv, Janar Ala, Maarja Merivoo-Parro and Sven Grünberg.
| N.º | Artista                      | Canción            | Jurado | Televoto | Televoto | Lugar | Puntos |
| --- | ---------------------------- | ------------------ | ------ | -------- | -------- | ----- | ------ |
| 1   | Go Away Bird                 | "Sally"            | 8      | 1 585    | 3        | 5     | 11     |
| 2   | Jüri Pootsmann               | "Play"             | 12     | 3 898    | 12       | 1     | 24     |
| 3   | Meisterjaan                  | "Parmupillihullus" | 4      | 2 327    | 7        | 4     | 11     |
| 4   | I Wear* Experiment           | "Patience"         | 10     | 1 587    | 4        | 3     | 14     |
| 5   | Púr Múdd                     | "Meet Halfway"     | 6      | 1 543    | 2        | 8     | 8      |
| 6   | Grete Paia                   | "Stories Untold"   | 5      | 2 876    | 10       | 2     | 15     |
| 7   | Põhja-Tallinn & Jaagup Kreem | "Ei Ole Mul Olla"  | 3      | 1 986    | 6        | 7     | 9      |
| 8   | Anett Kulbin                 | "Strong"           | 7      | 1 499    | 1        | 9     | 8      |
| 9   | Gertu Pabbo                  | "Miljon Korda"     | 2      | 1 832    | 5        | 10    | 7      |
| 10  | La La Ladies                 | "Unikaalne"        | 1      | 2 698    | 8        | 6     | 9      |

#### Final
La final se emitió en directo el 5 de marzo de 2016, desde el Saku Suurhall en Tallin. Los presentadores fueron Ott Sepp y Märt Avandi. Participaron los 5 temas ganadores de cada semifinal, totalizando 10 participantes. La final se dividió en dos rondas: en la primera, una votación determinada por el 50% del jurado y 50% del voto popular seleccionó las tres canciones que avanzaron a la superfinal: "Supersonic" de Laura; "Play" de Jüri Pootsmann e "Immortality" de Cartoon junto a Kristel Aaslaid. En la superfinal, fue exclusivamente el voto popular quien seleccionó al ganador, Jüri Pootsmann con el tema "Play", con poco más de 32,000 votos. Este triunfo significó el segundo al hilo de Stig Rästa, uno de los compositores del tema y quien fue el representante anterior (junto a Elina Born) del país báltico en el festival eurovisivo. El panel del jurado profesional estuvo conformado por Ģirts Majors (Positivus Festival organizer), Liis Lemsalu (singer), Olav Ehala (Maestro), Anna Sapronenko (ETV+ television presenter), Koit Raudsepp (Raadio 2 presenter), Ingrid Kohtla (TMW organiser), Kristjan Hirmo (DJ), Heli Jürgenson (choir conductor), Siim Nestor (Music critic), Sandra Sillamaa (Bagpiper) and Isac Elliot (singer). 
| N.º | Artista                     | Canción            | Jurado | Televoto | Televoto | Lugar | Puntos |
| --- | --------------------------- | ------------------ | ------ | -------- | -------- | ----- | ------ |
| 1   | Laura                       | "Supersonic"       | 6      | 16 416   | 10       | 2     | 16     |
| 2   | Go Away Bird                | "Sally"            | 4      | 2 960    | 2        | 8     | 6      |
| 3   | Mick Pedaja                 | "Seis"             | 10     | 6 393    | 5        | 4     | 15     |
| 4   | Grete Paia                  | "Stories Untold"   | 2      | 7 337    | 6        | 7     | 8      |
| 5   | Kéa                         | "Lonely Boy"       | 5      | 1 374    | 1        | 9     | 6      |
| 6   | Jüri Pootsmann              | "Play"             | 12     | 23 439   | 12       | 1     | 24     |
| 7   | Kati Laev & Noorkuu         | "Kaugel Sinust"    | 1      | 5 837    | 4        | 10    | 5      |
| 8   | Cartoon ft. Kristel Aaslaid | "Immortality"      | 8      | 15 903   | 8        | 3     | 16     |
| 9   | Meisterjaan                 | "Parmupillihullus" | 3      | 8 340    | 7        | 5     | 10     |
| 10  | I Wear* Experiment          | "Patience"         | 7      | 5 578    | 3        | 6     | 10     |

| Votación del Jurado | Votación del Jurado                       | Votación del Jurado | Votación del Jurado | Votación del Jurado | Votación del Jurado | Votación del Jurado | Votación del Jurado | Votación del Jurado | Votación del Jurado | Votación del Jurado | Votación del Jurado | Votación del Jurado | Votación del Jurado | Votación del Jurado |
| N.º                 | Intérprete / Canción                      | G. Majors           | L. Lemsalu          | O. Ehala            | A. Sapronenko       | K. Raudsepp         | I. Kohtla           | K. Hirmo            | H. Jürgenson        | S. Nestor           | S. Sillamaa         | I. Elliot           | Total               | Puntos              |
| ------------------- | ----------------------------------------- | ------------------- | ------------------- | ------------------- | ------------------- | ------------------- | ------------------- | ------------------- | ------------------- | ------------------- | ------------------- | ------------------- | ------------------- | ------------------- |
| 1                   | Laura "Supersonic"                        | 2                   | 7                   | 8                   | 10                  | 6                   | 3                   | 6                   | 5                   | 7                   | 5                   | 5                   | 64                  | 6                   |
| 2                   | Go Away Bird "Sally"                      | 3                   | 3                   | 3                   | 8                   | 10                  | 10                  | 2                   | 3                   | 6                   | 3                   | 1                   | 52                  | 4                   |
| 3                   | Mick Pedaja "Seis"                        | 12                  | 12                  | 12                  | 12                  | 1                   | 5                   | 7                   | 2                   | 12                  | 12                  | 4                   | 91                  | 10                  |
| 4                   | Grete Paia "Stories Untold"               | 4                   | 4                   | 4                   | 4                   | 5                   | 2                   | 4                   | 8                   | 1                   | 2                   | 3                   | 41                  | 2                   |
| 5                   | Kéa "Lonely Boy"                          | 5                   | 5                   | 6                   | 3                   | 8                   | 7                   | 3                   | 6                   | 8                   | 6                   | 7                   | 64                  | 5                   |
| 6                   | Jüri Pootsmann "Play"                     | 10                  | 10                  | 5                   | 5                   | 12                  | 12                  | 12                  | 12                  | 10                  | 10                  | 10                  | 108                 | 12                  |
| 7                   | Kati Laev & Noorkuu "Kaugel Sinust"       | 1                   | 1                   | 1                   | 2                   | 2                   | 1                   | 1                   | 4                   | 2                   | 1                   | 2                   | 18                  | 1                   |
| 8                   | Cartoon ft. Kristel Aaslaid "Immortality" | 8                   | 8                   | 7                   | 7                   | 3                   | 4                   | 8                   | 10                  | 4                   | 7                   | 12                  | 78                  | 8                   |
| 9                   | Meisterjaan "Parmupillihullus"            | 6                   | 2                   | 2                   | 1                   | 4                   | 6                   | 5                   | 1                   | 5                   | 4                   | 8                   | 44                  | 3                   |
| 10                  | I Wear* Experiment "Patience"             | 7                   | 6                   | 10                  | 6                   | 7                   | 8                   | 10                  | 7                   | 3                   | 8                   | 6                   | 78                  | 7                   |

| N.º | Artista                     | Canción       | Lugar | Televoto |
| --- | --------------------------- | ------------- | ----- | -------- |
| 1   | Laura                       | "Supersonic"  | 2     | 21 001   |
| 2   | Jüri Pootsmann              | "Play"        | 1     | 32 394   |
| 3   | Cartoon ft. Kristel Aaslaid | "Immortality" | 3     | 19 123   |

## En Eurovisión

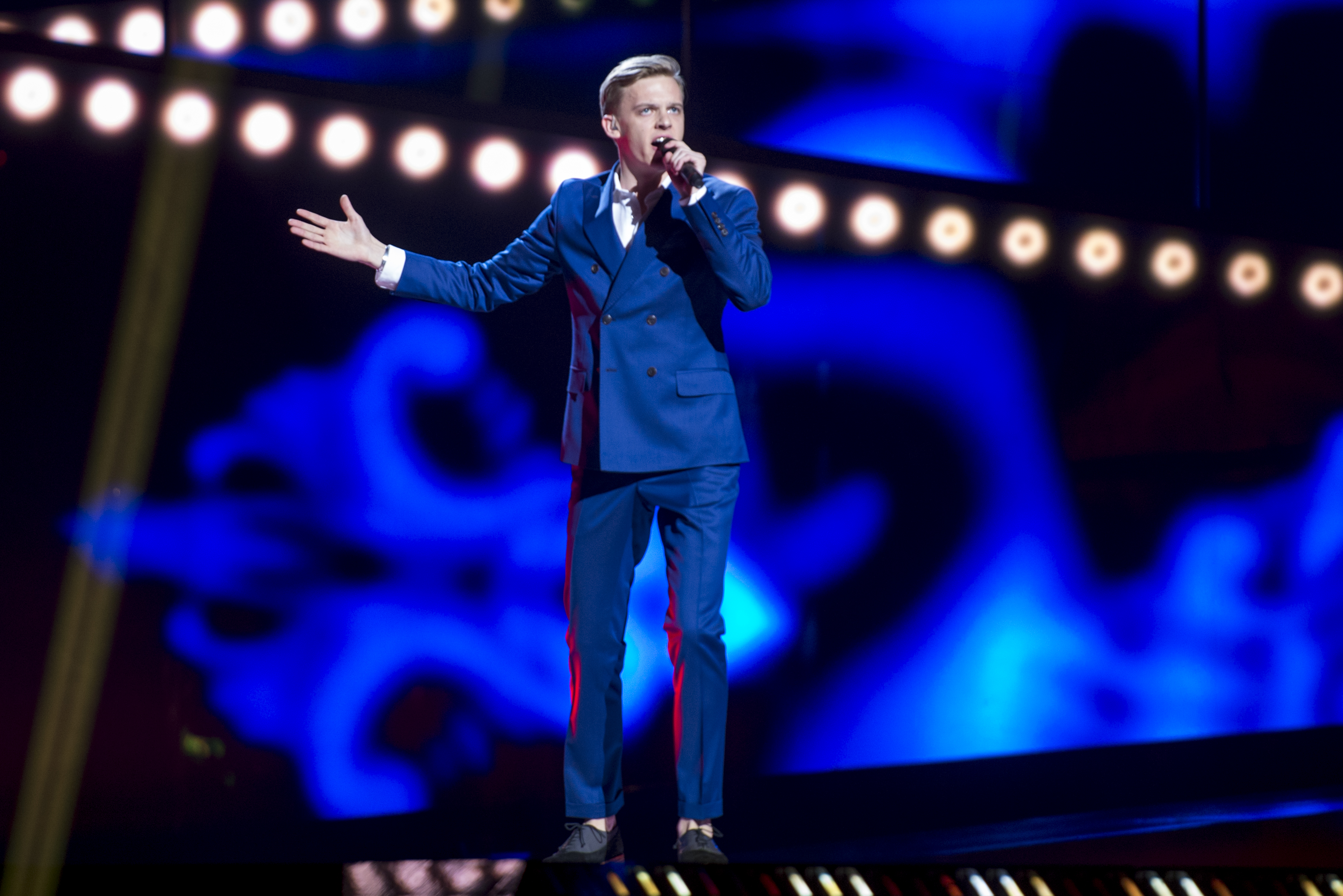
Jüri Pootsmann durante uno de los ensayos previos a la primera semifinal.

De acuerdo a las reglas del festival, todos los concursantes inician desde las semifinales, a excepción del anfitrión (en este caso, Suecia) y el Big Five compuesto por Alemania, España, Francia, Italia y Reino Unido. El sorteo realizado el 25 de enero de 2016, Estonia fue sorteado en la primera semifinal del festival. En este mismo sorteo, se determinó que participaría en la segunda mitad de la semifinal. Semanas después, cuando ya se conocían todos los concursantes, se anunció que la canción de Estonia sería la canción 13 en interpretarse, por delante de Austria y por detrás de Azerbaiyán.
El comentarista estonio para el festival fue Marko Reikop, mientras que para la diáspora rusa fue Aleksandr Hobotov. Por otra parte, Daniel Levi Viinalass fue el portavoz de la votación del jurado.

### Semifinal 1
Jüri Pootsmann tomó parte de los primeros ensayos los días 3 y 6 de mayo, así como de los ensayos generales del 9 y 10. El ensayo general del 9 fue tomado en cuenta por los jurados profesionales para emitir su votación, que equivale al 50% de los puntos.
La actuación de Estonia fue sencilla, con Jüri solo en el escenario interpretando la canción, mientras se proyectaban fondos en tonos rojos, blancos y dorados junto a imágenes y detalles de cartas. Detrás del escenario, se encontraban los 3 coristas de Pootsmann: Kaire Vilgats, Dagmar Oja and Silver Laas.
Al final del show, Estonia no fue anunciada como una de las 10 naciones clasificadas a la gala del sábado. Los resultados revelados después de la semifinal la posicionaron 18° y última con 24 puntos, obteniendo 15 del televoto, y sólo 9 del jurado, firmando su peor actuación dentro del concurso desde su debut en 1994.

### Votación

#### Votación otorgada a Estonia
| Semifinal 1 — Jurado | Semifinal 1 — Jurado | Semifinal 1 — Jurado | Semifinal 1 — Jurado       | Semifinal 1 — Jurado               |
| 12 puntos            | 10 puntos            | 8 puntos             | 7 puntos                   | 6 puntos                           |
| -------------------- | -------------------- | -------------------- | -------------------------- | ---------------------------------- |
|                      |                      |                      |                            |                                    |
| 5 puntos             | 4 puntos             | 3 puntos             | 2 puntos                   | 1 punto                            |
|                      |                      |                      | - Malta - Moldavia - Rusia | - Austria - Azerbaiyán - Finlandia |

| Semifinal 1 — Televoto | Semifinal 1 — Televoto | Semifinal 1 — Televoto | Semifinal 1 — Televoto | Semifinal 1 — Televoto |
| 12 puntos              | 10 puntos              | 8 puntos               | 7 puntos               | 6 puntos               |
| ---------------------- | ---------------------- | ---------------------- | ---------------------- | ---------------------- |
| - Finlandia            |                        |                        |                        |                        |
| 5 puntos               | 4 puntos               | 3 puntos               | 2 puntos               | 1 punto                |
|                        |                        |                        | - Azerbaiyán           | - Moldavia             |

#### Votación realizada por Estonia
| Puntos    | Jurado          | Televoto     |
| --------- | --------------- | ------------ |
| 12 puntos | Países Bajos    | Rusia        |
| 10 puntos | Chipre          | Austria      |
| 8 puntos  | Malta           | Países Bajos |
| 7 puntos  | Azerbaiyán      | Finlandia    |
| 6 puntos  | República Checa | Chipre       |
| 5 puntos  | Hungría         | Hungría      |
| 4 puntos  | Islandia        | San Marino   |
| 3 puntos  | Croacia         | Islandia     |
| 2 puntos  | Armenia         | Malta        |
| 1 punto   | Rusia           | Armenia      |

| Puntos    | Jurado       | Televoto  |
| --------- | ------------ | --------- |
| 12 puntos | Suecia       | Rusia     |
| 10 puntos | Australia    | Suecia    |
| 8 puntos  | Letonia      | Ucrania   |
| 7 puntos  | Ucrania      | Letonia   |
| 6 puntos  | Países Bajos | Austria   |
| 5 puntos  | Lituania     | Lituania  |
| 4 puntos  | Chipre       | Australia |
| 3 puntos  | Reino Unido  | Chipre    |
| 2 puntos  | Malta        | Francia   |
| 1 punto   | Francia      | Polonia   |

##### Desglose
El jurado estuvo compuesto por:
- - Priit Pajusaar – presidente del jurado – compositor
  - Els Himma – cantante
  - Kadri Koppel – cantante profesional, asesor vocal, letrista
  - Hanna Parman – artista, maestro
  - Taavi Paomets – productor musical, músico independiente

| Semifinal 1 | Semifinal 1          | Semifinal 1                | Semifinal 1                | Semifinal 1                | Semifinal 1                | Semifinal 1                | Semifinal 1                | Semifinal 1                | Semifinal 1                | Semifinal 1                |
| N.º         | País                 | Jurado                     | Jurado                     | Jurado                     | Jurado                     | Jurado                     | Jurado                     | Jurado                     | Televoto                   | Televoto                   |
| N.º         | País                 | P. Pajusaar                | E. Himma                   | K. Koppel                  | H. Parman                  | T. Paomets                 | Ranking                    | Puntos                     | Ranking                    | Puntos                     |
| ----------- | -------------------- | -------------------------- | -------------------------- | -------------------------- | -------------------------- | -------------------------- | -------------------------- | -------------------------- | -------------------------- | -------------------------- |
| 01          | Finlandia            | 12                         | 2                          | 9                          | 17                         | 11                         | 11                         |                            | 4                          | 7                          |
| 02          | Grecia               | 16                         | 17                         | 17                         | 14                         | 7                          | 15                         |                            | 16                         |                            |
| 03          | Moldavia             | 14                         | 9                          | 10                         | 13                         | 13                         | 13                         |                            | 13                         |                            |
| 04          | Hungría              | 5                          | 6                          | 7                          | 4                          | 14                         | 6                          | 5                          | 6                          | 5                          |
| 05          | Croacia              | 9                          | 15                         | 11                         | 1                          | 4                          | 8                          | 3                          | 12                         |                            |
| 06          | Países Bajos         | 1                          | 7                          | 2                          | 6                          | 1                          | 1                          | 12                         | 3                          | 8                          |
| 07          | Armenia              | 11                         | 12                         | 4                          | 7                          | 6                          | 9                          | 2                          | 10                         | 1                          |
| 08          | San Marino           | 13                         | 16                         | 16                         | 11                         | 16                         | 16                         |                            | 7                          | 4                          |
| 09          | Rusia                | 10                         | 4                          | 8                          | 12                         | 9                          | 10                         | 1                          | 1                          | 12                         |
| 10          | República Checa      | 7                          | 14                         | 1                          | 10                         | 3                          | 5                          | 6                          | 14                         |                            |
| 11          | Chipre               | 4                          | 3                          | 5                          | 2                          | 8                          | 2                          | 10                         | 5                          | 6                          |
| 12          | Austria              | 2                          | 13                         | 13                         | 15                         | 17                         | 14                         |                            | 2                          | 10                         |
| 13          | Estonia              | -------------------------- | -------------------------- | -------------------------- | -------------------------- | -------------------------- | -------------------------- | -------------------------- | -------------------------- | -------------------------- |
| 14          | Azerbaiyán           | 8                          | 1                          | 6                          | 8                          | 5                          | 4                          | 7                          | 11                         |                            |
| 15          | Montenegro           | 15                         | 10                         | 14                         | 3                          | 12                         | 12                         |                            | 15                         |                            |
| 16          | Islandia             | 6                          | 5                          | 12                         | 5                          | 10                         | 7                          | 4                          | 8                          | 3                          |
| 17          | Bosnia y Herzegovina | 17                         | 11                         | 15                         | 16                         | 15                         | 17                         |                            | 17                         |                            |
| 18          | Malta                | 3                          | 8                          | 3                          | 9                          | 2                          | 3                          | 8                          | 9                          | 2                          |

| Final | Final           | Final       | Final    | Final     | Final     | Final      | Final   | Final  | Final    | Final    |
| N.º   | País            | Jurado      | Jurado   | Jurado    | Jurado    | Jurado     | Jurado  | Jurado | Televoto | Televoto |
| N.º   | País            | P. Pajusaar | E. Himma | K. Koppel | H. Parman | T. Paomets | Ranking | Puntos | Ranking  | Puntos   |
| ----- | --------------- | ----------- | -------- | --------- | --------- | ---------- | ------- | ------ | -------- | -------- |
| 01    | Bélgica         | 13          | 18       | 17        | 12        | 4          | 14      |        | 19       |          |
| 02    | República Checa | 18          | 23       | 5         | 19        | 13         | 17      |        | 25       |          |
| 03    | Países Bajos    | 8           | 4        | 4         | 13        | 7          | 5       | 6      | 12       |          |
| 04    | Azerbaiyán      | 14          | 15       | 20        | 18        | 21         | 19      |        | 18       |          |
| 05    | Hungría         | 19          | 2        | 19        | 11        | 26         | 16      |        | 11       |          |
| 06    | Italia          | 10          | 6        | 10        | 9         | 24         | 11      |        | 13       |          |
| 07    | Israel          | 25          | 21       | 18        | 14        | 25         | 24      |        | 22       |          |
| 08    | Bulgaria        | 20          | 17       | 24        | 21        | 17         | 22      |        | 14       |          |
| 09    | Suecia          | 2           | 3        | 1         | 1         | 1          | 1       | 12     | 2        | 10       |
| 10    | Alemania        | 21          | 20       | 25        | 22        | 16         | 25      |        | 23       |          |
| 11    | Francia         | 17          | 1        | 9         | 15        | 15         | 10      | 1      | 9        | 2        |
| 12    | Polonia         | 22          | 9        | 23        | 23        | 22         | 23      |        | 10       | 1        |
| 13    | Australia       | 3           | 11       | 2         | 7         | 5          | 2       | 10     | 7        | 4        |
| 14    | Chipre          | 12          | 5        | 13        | 6         | 19         | 7       | 4      | 8        | 3        |
| 15    | Serbia          | 26          | 24       | 26        | 24        | 20         | 26      |        | 26       |          |
| 16    | Lituania        | 7           | 14       | 8         | 2         | 9          | 6       | 5      | 6        | 5        |
| 17    | Croacia         | 11          | 19       | 16        | 5         | 12         | 13      |        | 24       |          |
| 18    | Rusia           | 16          | 10       | 11        | 26        | 18         | 18      |        | 1        | 12       |
| 19    | España          | 24          | 25       | 15        | 10        | 14         | 20      |        | 17       |          |
| 20    | Letonia         | 4           | 7        | 7         | 4         | 8          | 3       | 8      | 4        | 7        |
| 21    | Ucrania         | 1           | 8        | 3         | 20        | 3          | 4       | 7      | 3        | 8        |
| 22    | Malta           | 6           | 22       | 6         | 17        | 6          | 9       | 2      | 20       |          |
| 23    | Georgia         | 23          | 26       | 22        | 3         | 2          | 15      |        | 15       |          |
| 24    | Austria         | 9           | 16       | 21        | 25        | 23         | 21      |        | 5        | 6        |
| 25    | Reino Unido     | 5           | 13       | 12        | 16        | 10         | 8       | 3      | 21       |          |
| 26    | Armenia         | 15          | 12       | 14        | 8         | 11         | 12      |        | 16       |          |

- Datos: Q21403250
- Multimedia: Estonia in the Eurovision Song Contest 2016 / Q21403250